# Глебов Хутор
Глебов Хутор (укр. Глебів Хутір) — часть села Олешня, бывшее село в Репкинском районе Черниговской области Украины. Было подчинено Олешнянскому сельсовету.

## История
По данным на 1937 год было отдельным селом. Село было включено в состав другого села Олешня, без сохранения статуса.

## География
Сейчас бывшее село образовывает северную часть села Олешня — расположено на левом и правом берегах реки Сухой Вир, вдоль ж/д линии Чернигов—Горностаевка. Здесь расположены ж/д остановочный пункт Олешня и ж/д станция Грибова Рудня.
Улицы: Пионерская, Шевченко.